# Quintanilla de Santa Gadea
Quintanilla de Santa Gadea ist ein spanischer Ort in der Provinz Burgos der Autonomen Gemeinschaft Kastilien und León. Der Ort gehört zur Gemeinde Alfoz de Santa Gadea. Quintanilla de Santa Gadea liegt 1,5 Kilometer nördlich von Santa Gadea de Alfoz, dem Hauptort der Gemeinde.

## Sehenswürdigkeiten
- Barocke Kirche San Miguel
- Am Ortseingang befindet sich eine mittelalterliche Nekropole mit in den Fels gehauenen Gräbern.